# Old School Elixir
Albums de K-Reen
Dimension
(29 octobre 2001) Himalaya
(16 avril 2012)
Old School Elixir est le premier street album et troisième opus de K-Reen sorti le 6 juin 2006. 
Orienté comme un street album, est mixé par DJ Francko TH6 & DJ Narcisse X4.

## Liste des chansons
1. Waneguen – 4:10
2. Juste Un Pas (feat. Rootsneg) - 3:35
3. C Ta Bataille (feat. Ol Kainry) - 8:23
4. Plus Voir Ta Face - 9:09
5. Dans Mes Proses (feat. Ryda) - 9:40
6. Rien A Prouver (feat. 0.7.7 Merko / Combinaisons) - 4:10
7. Loin De Toi (feat. Philémon) - 11:49
8. Demi-Sœur (feat. Lââm &  Princess Aniès) - 7:45
9. C.O.Q.P (feat.  Ben-J) - 2:59
10. Tu Me Tues (feat. Mike Kenli) - 9:02

## Crédits
- Waneguen :

Arrangements vocaux : K-Reen
Enregistré par Blue au StarFactoryStudio, Astrad Music
Mixé par K-Reen au StarFactoryStudio
- Juste Un Pas  (feat. Rootsneg) :

Arrangements vocaux : K-Reen
Enregistré par Olivier Dutour au StarFactoryStudio, Astrad Music
Mixé par Olivier Dutour au Dutour Studio
- C Ta Bataille (feat. Ol Kainry) :

Arrangements vocaux : K-Reen
Enregistré par Olivier Dutour au StarFactoryStudio, Astrad Music
Mixé par Olivier Dutour au Dutour Studio
Guitare : Olivier Dutour
Basse : David Mac Lier
Chœurs : Luc Sky
- Plus Voir Ta Face :

Réalisation : DJ Poska
Arrangements vocaux : K-Reen
Enregistré par Olivier Dutour au StarFactoryStudio, Astrad Music
Mixé par Olivier Dutour au studio Big Broz Recordz
- Dans Mes Proses (feat. Ryda) :

Arrangements vocaux : K-Reen
Enregistré par Blue au StarFactoryStudio, Astrad Music
Mixé par Olivier Dutour au Dutour Studio
- Rien A Prouver (feat. 0.7.7 Merko / Combinaisons)  :

Arrangements vocaux : K-Reen
Enregistré par Olivier Dutour au StarFactoryStudio, Astrad Music
Mixé par Olivier Dutour au Dutour Studio
- Loin De Toi (feat. Philémon):

Instruments et Réalisation : Berny Craze
Arrangements vocaux : K-Reen
Enregistré par Owin G et Berny Craze
Mixé par Véronica Ferraro au studio Dakini
- Demi-Sœur (feat. Lââm & Princess Aniès) :

Arrangements vocaux : K-Reen et Lââm
Enregistré par Olivier Dutour au StarFactoryStudio, Astrad Music
Mixé par Olivier Dutour au Dutour Studio
- C.O.Q. P  (feat.  Ben-J) :

Arrangements vocaux : K-Reen
Enregistré par Olivier Dutour au StarFactoryStudio, Astrad Music
Mixé par Olivier Dutour au Dutour Studio
Chœurs : Luc Sky
- Tu Me Tues (feat. Mike Kenli) :

Instruments et Réalisation : Berny Craze
Arrangements vocaux : K-Reen
Enregistré au studios Glob et au StarFactoryStudio, Astrad Music
- Photos : Thomas Babeau
- Design : FuKeeFlex
- Maquillage : Valiyii
- Coiffure : Karine Stautin
- Management : Virginie